# STS-41
STS-41 fue la undécima misión del Transbordador Espacial Discovery (OV-103) de la NASA. Fue la 36.ª misión del transbordador espacial y el 11.º vuelo del transbordador espacial Discovery. La tarea principal de esta misión fue desplegar la sonda espacial Ulysses de la ESA.
La misión debía ser llevada a cabo por el Challenger bajo la designación STS-61-F en mayo de 1986, pero fue suspendida debido al desastre de este orbitador.

## Tripulación
| Puesto                   | Astronauta          | Astronauta          |
| ------------------------ | ------------------- | ------------------- |
| Comandante               | Richard N. Richards | Richard N. Richards |
| Piloto                   | Robert D. Cabana    | Robert D. Cabana    |
| Especialista de misión 1 | Bruce E. Melnick    | Bruce E. Melnick    |
| Especialista de misión 2 | William M. Shepherd | William M. Shepherd |
| Especialista de misión 3 | Thomas D. Akers     | Thomas D. Akers     |

## Resumen de la misión

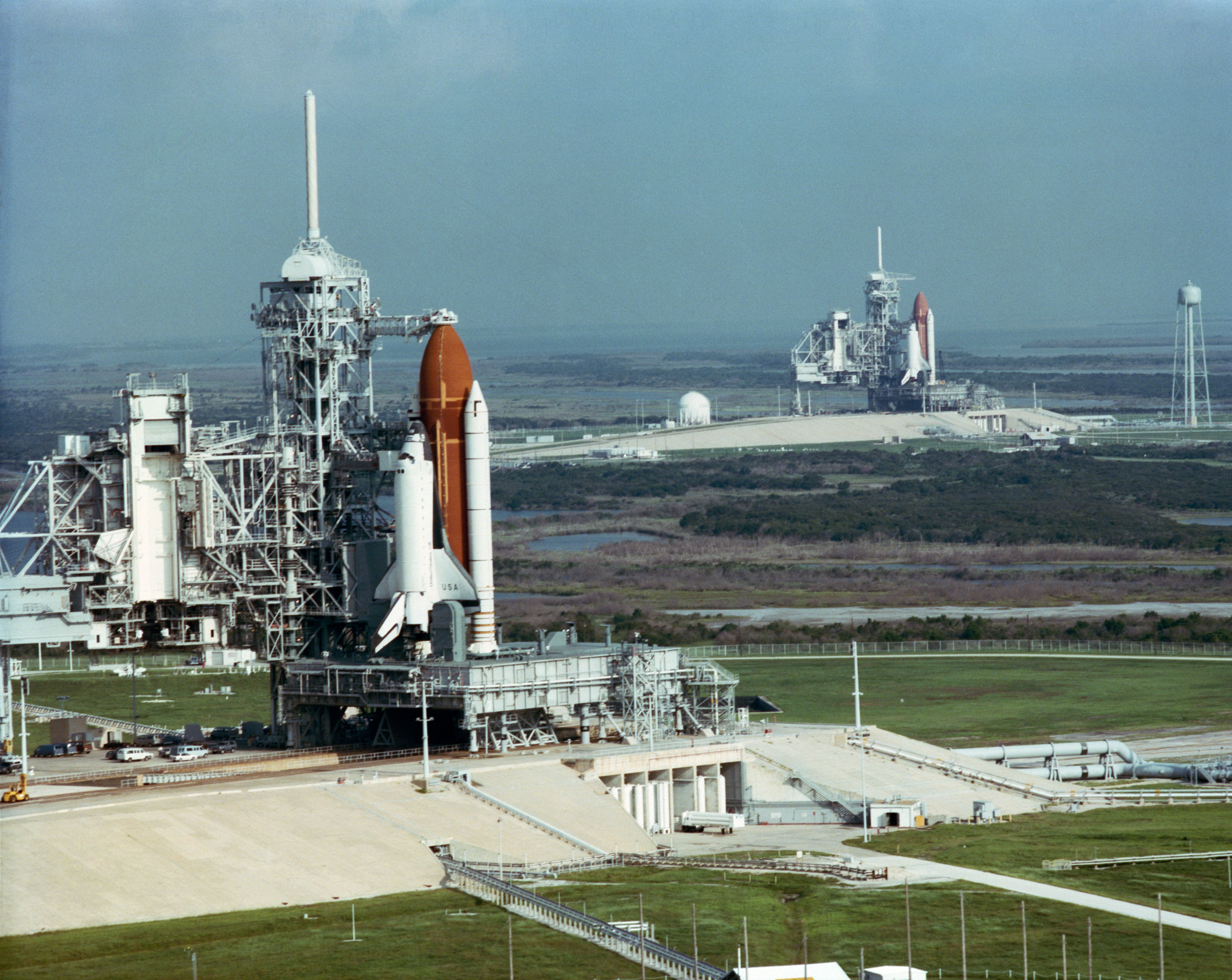
Los transbordadores Discovery y Columbia durante los preparativos para el lanzamiento

La 36.ª misión del transbordador espacial comenzó el 6 de octubre de 1990 con un lanzamiento fluido del transbordador espacial Discovery. Con una carga útil de 19,9 toneladas, la sonda solar Ulysses, se puso en órbita. Antes del despegue, se dio la rara oportunidad de fotografiar dos transbordadores espaciales a la vez, mientras el Columbia se estaba preparando para la misión STS-35 en la plataforma de lanzamiento vecina.

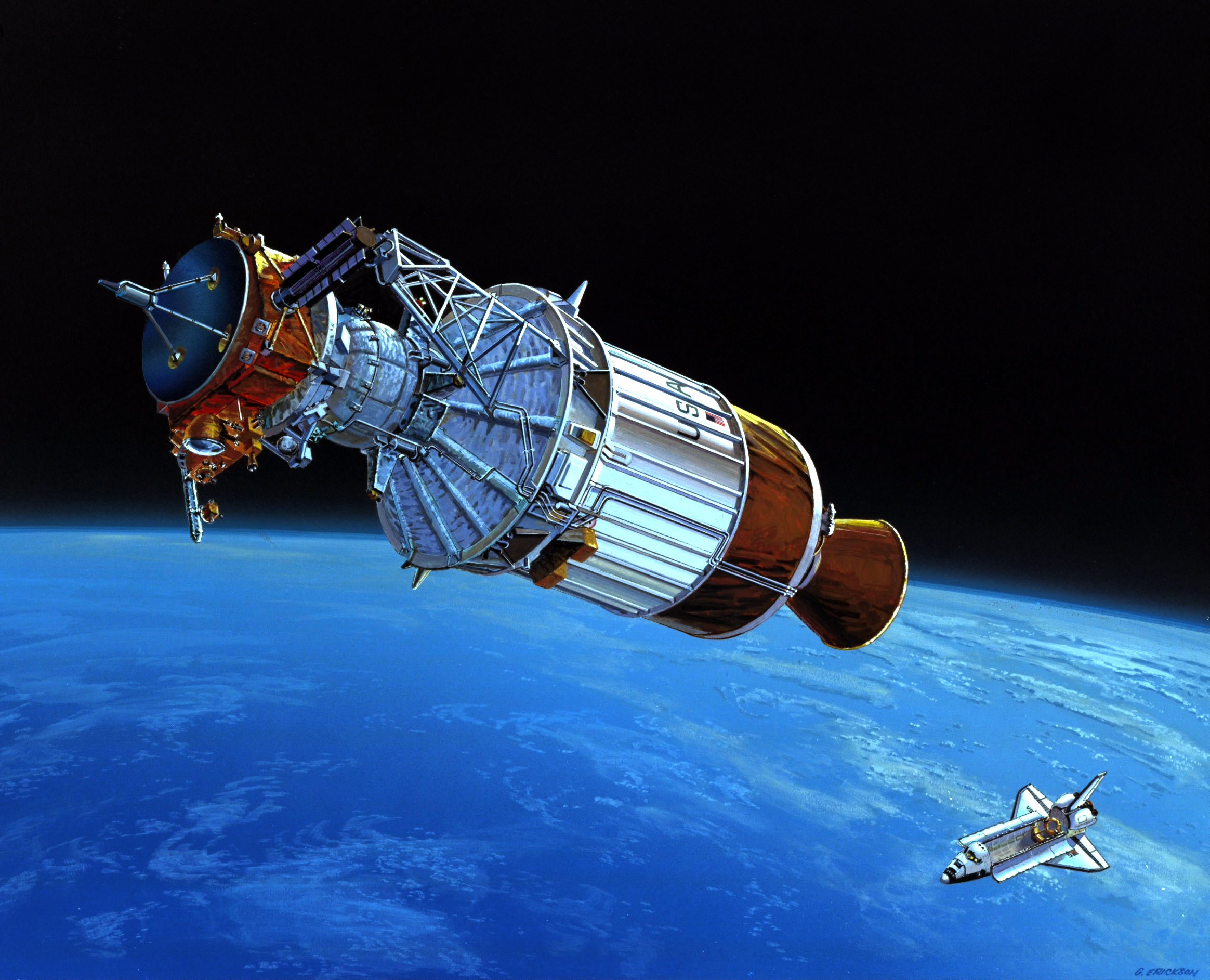
La sonda espacial Ulysses luego del despliegue.

La sonda Ulysses pudo ser desplegada sin problemas seis horas después del despegue y posteriormente fue llevada por los motores de su etapa superior a una órbita a Júpiter y luego al Sol, que exploró hasta el 1 de julio de 2008. Después de eso, la tripulación llevó a cabo varios experimentos científicos. Entre otras cosas, se llevaron a cabo experimentos con flores y llamas en ingravidez. Además, durante el vuelo se creó un video con fines de entrenamiento, con el objetivo de despertar la fascinación por los viajes espaciales en los escolares.
El aterrizaje tuvo lugar el 10 de octubre en la Base de la Fuerza Aérea Edwards en California. Seis días después, el orbitador fue devuelto al centro espacial Kennedy.

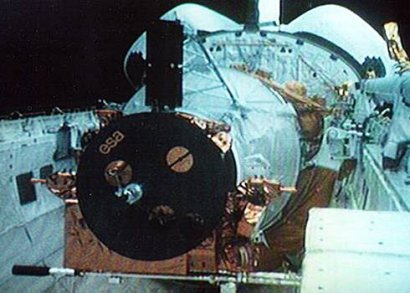
Ulysses vista desde el transbordador espacial.